# Georg Osterkorn
Georg Osterkorn (* 17. Januar 1881 in Hauzenberg; † 28. September 1958 in Oberaudorf am Inn) war ein deutscher Verleger, Publizist und Archivar, bayerischer Landespolitiker und Parteifunktionär.

## Leben

### Herkunft und Familie
Georg Osterkorns Familie stammte ursprünglich aus Österreich. Er wurde im Dreiländereck von Bayern, Böhmen und Oberösterreich in der Stadt Hauzenberg (damaliges Bezirksamt Wegscheid) geboren und katholisch getauft. Seine Eltern waren Franz Salles Osterkorn (* 1839; † unbekannt) und Emilia Osterkorn geb. Stangel (* 1844; † 1910), seine Schwester Emilie Osterkorn (* 1884; † unbekannt). Am 6. April 1908 heiratete er in München Josefine Simson (* 2. Oktober 1877 in Ingolstadt, kath.; † unbekannt), mit der er ein Kind hatte. Er lebte und arbeitete vorwiegend in München. Seine Ehefrau Josefine Osterkorn war von 1936 bis 1938 als Nachfolgerin ihrer Mutter Anna Simson Geschäftsführerin der Modehaus Schober GmbH, München. Im Juni 1942 zog das Ehepaar Osterkorn nach Oberaudorf am Inn, einem bayerisch-österreichischen Grenzort, wo er 1958 verstarb.

### Liberaler Parteisekretär (1906–1919)
Über Osterkorns Ausbildung ist nichts Genaues bekannt. Vermutlich absolvierte er ein Lehrerseminar und war vorübergehend als Lehrer an einer Volksschule tätig. 1906 wurde er einer der ersten hauptamtlichen Parteisekretäre, die in Bayern im bürgerlichen Parteiwesen angestellt wurden. Zunächst war er Sekretär des bayerischen Verbands der Jungliberalen Vereine, die sich für eine Modernisierung und Öffnung der liberalen Honoratiorenparteien einsetzte.
Als 1910 drei liberale Parteien in Regensburg das Bündnis Arbeitsgemeinschaft liberaler Kreisverbände in Bayern rechts des Rheins unter Vorsitz des Regensburger Oberbürgermeisters Otto Geßler gründeten und die Jungliberalen Vereine sich anschlossen, wurde Osternkorn Generalsekretär der neuen Zentrale und gehörte dem geschäftsführenden Vorstand an. Hier begann eine enge, 16 Jahre währende Zusammenarbeit mit Geßler.
Die Parteiarbeit ruhte in den ersten Jahren des Weltkriegs. Osterkorn diente ab 1915 als einfacher Soldat, dann Gefreiter im I. Ersatz-Bataillon des 1. Königlich Bayerischen Infanterie-Regiments (München). Nachdem er 1916 zeitweise zurückgestellt war, nahm Osterkorn im Frühjahr 1917 an einem Ausbildungskurs für Unteroffiziers-Aspiranten in Freising teil.
Offenbar kehrte er nicht mehr zur Front zurück. Stattdessen widmete er sich ab Mitte 1917, als nach Ende des „Burgfriedens“ innenpolitische Auseinandersetzungen zunahmen und politische Reformen in Gang kamen, abermals der Parteiarbeit. In dieser Zeit legte Osterkorn den Grundstein für sein parteinahes Verlagsunternehmen (siehe unten).
Im November/Dezember 1918 war Generalsekretär Osterkorn an der Gründung der Deutschen Volkspartei in Bayern (DVP, im Oktober 1919 umbenannt in Deutsche Demokratische Partei in Bayern, DDP) beteiligt. Bei der ersten Wahl zum Bayerischen Landtag kandidierte Osterkorn für die DVP erfolglos auf Listenplatz 19 und im Stimmkreis Regen.
Nach der Revolution war Osterkorn immer wieder in scharfe Auseinandersetzungen mit den Sozialisten verwickelt. Während der Münchner Räterepublik im April 1919 besetzten und durchsuchten Rotgardisten die liberale Parteigeschäftsstelle, weil die Liberalen angeblich planten, mit dem Flugzeug Flugblätter gegen die Räteregierung abzuwerfen. Der zweite Generalsekretär Osterkorn wurde verhaftet, jedoch nach einem Tag wieder freigelassen. Öffentliches Aufsehen über viele Monate erregte 1920/21 eine Beleidigungsklage des Hofer USPD-Landtagsabgeordneten Max Blumtritt gegen Osterkorn vor dem Münchner Schöffengericht. Auslöser war der Einsatz des Freikorps Chiemgau in Hof während der Märzunruhen 1920, wobei nach Blumtritt als Anführer angeblich putschbereiter, bewaffner Arbeiter gefahndet wurde. In Osterkorns Parteipressedienst wurde berichtet, die Soldaten hätten neben Hunderten Waffen in den Räumen der von Blumtritt geleiteten Zeitung in Blumtritts Haus ein halbes geschlachtetes Schwein, beim Metzger für Blumtritt bestimmtes Frischfleisch zum Räuchern gefunden. Damit hätte der Abgeordnete gegen die geltende Lebensmittelrationierung verstoßen. Das Gericht vernahm diverse Zeugen, befand die Berichterstattung für wahrheitsgerecht und sprach Osterkorn im Februar 1921 von der üblen Nachrede frei.
Im Winter 1919/1920 wurde Osterkorn Geschäftsführer des aus DDP-Kreisen um Reichsminister Otto Geßler und mit verdeckten Subventionen der Reichsregierung gegründeten Vereins Bayernbund für Deutschlands Neubau mit Sitz in München. Diese politische Kampagnenplattform trat gegen Bestrebungen des Separatismus in Bayern ein. Osterkorn organisierte im Februar 1920 eine Großkundgebung und später weitere Veranstaltungen. In seinem Verlag erschienen Werbeschriften des Bayernbunds.

### Verleger und Publizist
Osterkorns publizistische Tätigkeit entstand direkt aus seiner Parteiarbeit. Mit Hilfe von Parteifreunden errichtete er Verlagsunternehmen, die zunächst allein für die Partei tätig waren, jedoch zunehmend kommerziell auftraten. Osterkorn verlegte die Süddeutsche Demokratische Korrespondenz, aus der der Süddeutsche Zeitungsdienst entstand, sowie die Tageszeitung Bayerische Landespost – München-Pasinger Zeitung, die Romanbeilage Das Sonntagsbuch und die Pressedokumentation Zentralarchiv für Politik und Wirtschaft.
Osterkorn betreute bereits als Parteisekretär vor dem Ersten Weltkrieg redaktionell das Organ der Arbeitsgemeinschaft der liberalen Kreisverbände Fortschritt – Liberales Wochenblatt und bald auch für die Landtagsabgeordneten den Pressedienst Liberale Landtags-Korrespondenz. Solche Publikationen erschienen neben Wahlkampf- und Werbeschriften in der Fortschritt-Verlag GmbH, München, deren Geschäftsführer Osterkorn war. Dahinter stand der von Landtagsabgeordneten getragene Liberale Preßverein. Dieser war eine Gegengründung zum von Georg Triller 1901 gegründeten Katholischen Preßverein für Bayern, der seit 1901 sowohl als Veranstalter, Bildungsträger, Zeitungs- und Buchverlag auftrat. Es war seine Aufgabe, Spendenmittel zu beschaffen, sich an Zeitungsverlagen und Druckereien mitzufinanzieren, als Gesellschafter zu beteiligen und politisch im Sinne der Zentrumspartei zu beeinflussen. Die Aufgaben für den Liberalen Preßverein waren sehr ähnlich.
Während des Krieges ruhten Parteiarbeit, Bildungs- und Publikationsaktivitäten weitgehend bis 1916/17. Auch das von Osterkorn (der beim Militär war) verantwortete Wochenblatt Fortschritt erschien während des Krieges nicht.
Ab 1917 eröffneten Wahlrechts- und Verfassungsreforminitiativen im Reich und in Bayern eine Perspektive zu Parlamentarisierung und Demokratisierung. Die bayerischen Liberalen erwarteten wachsende Einflussmöglichkeiten und Verantwortung. Um die Verlags- und Presseaktivitäten auf neue Füße zu stellen, wurde der alte Fortschritt-Verlag im Frühjahr 1918 aufgelöst; Osterkorn war Liquidator.
Als Ersatz wurde am 19. Januar 1918 die Liberale Verlagsgesellschaft mbH, München, gegründet. Geschäftsführer wurde Osterkorn. Auch diese private GmbH war quasi ein Parteiverlag; ihre Eigentümer waren drei in der Partei führende Einzelpersonen. Gesellschafter waren der Arzt Georg Hohmann, der Bankdirektor Max Böhm (Bayerische Hypotheken- und Wechselbank) und der Landtagsabgeordnete und Oberpostverwalter Anton Löweneck. Zweck war „die Mitwirkung an der liberalen Werbearbeit sowie an der liberalen Organisation in Bayern, insbesondere durch den Verlag und Vertrieb von Zeitungskorrespondenzen, Zeitschriften und Druckschriften aller Art und die Beteiligung an gleichartigen Unternehmungen“. Der Verlag residierte in der Münchner Hauptgeschäftsstelle der Partei, Finkenstraße 3. Im neuen Verlag ließ der Preßverein eine neuartige Zeitschrift erscheinen: Der Waffenschmied – Monatshefte des Liberalen Preßvereins , Mitteilungen der Liberalen Arbeitsgemeinschaft in Bayern. Ko-Herausgeber waren die Politiker Georg Hohmann und Pius Dirr, Osterkorn einziger Redakteur. Das Blatt erschien erstmals im Frühjahr 1918. Es erschien nur bis Sommer 1919. Die Novemberrevolution, die landespolitischen Umwälzungen durch die Regierung Eisner, die Münchner Räterepublik und ihre Niederschlagung sowie die Gründung der Deutschen Demokratischen Partei (DDP, in Bayern zunächst als Deutsche Volkspartei) machten ein neues Konzept nötig.

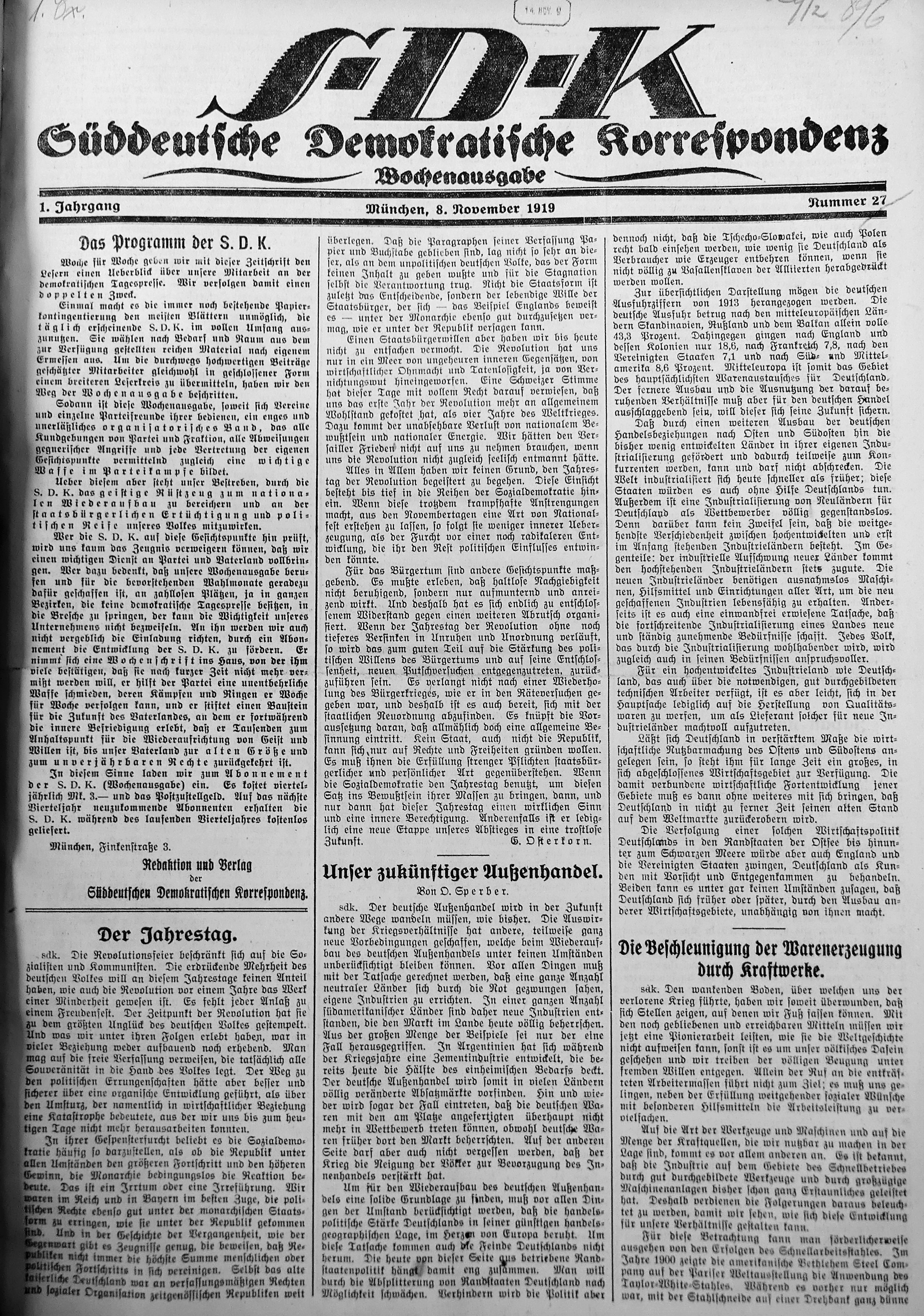
Titelseite der Süddeutschen Demokratischen Korrespondenz (SDK), Wochenausgabe vom 8. November 1919 mit einem Editorial „Das Programm der S. D. K.“, einem Rückblick auf die Novemberrevolution 1918 von Georg Osterkorn und weiteren Artikeln.

Osterkorn brachte ab dem Revolutionswinter 1918/19 den Pressedienst Süddeutsche Demokratische Korrespondenz (Kürzel: sdk) heraus. Diese von der Partei und ihren Mitgliedern mitfinanzierte Korrespondenz belieferte die Tagespresse mit journalistischen Artikeln als auch mit Parteimitteilungen. Zusätzlich erschienen Beilagen wie Der Gemeinde-Bürger: Beiblatt der S. D. K. für Heimatpolitik in Kreis, Bezirk und Gemeinde oder Die Frau im Haus und im öffentlichen Leben. Neben dem Manuskriptdienst für Presseredaktionen erschien – quasi als Ersatz für den Waffenschmied – ab Frühjahr 1919 auch eine im kleinen Zeitungsformat gedruckte Wochenausgabe, die Parteimitglieder privat beziehen konnten.
Im Juli 1919 änderte die Liberale Verlagsgesellschaft mbH ihren Namen in Verlagsanstalt München-Pasing GmbH, verlegte ihren Sitz von München in die damals noch selbstständige Stadt Pasing und nahm den Pasinger Buchdruckereibesitzer Paul Fiebig als weiteren Gesellschafter auf. Sie erhöhte ihr Kapital, indem Fiebig seine Druckerei mit dem Verlagsrecht an der Pasinger Zeitung (Würmtalzeitung) einbrachte. Zudem änderte sich der Gesellschaftervertrag; nun hieß es, „Gegenstand des Unternehmens ist der Verlag und Vertrieb von Zeitungen u. dgl., Betrieb einer Zeitungs- und Akzidenzdruckerei“.
Tatsächlich war es Osterkorns Absicht, das 1893 gegründete Heimatblatt für Münchens westliche Vororte zu einer landesweiten Tageszeitung zu entwickeln. Ab August 1919 gab Osterkorn sie als Bayerische Landespost – München-Pasinger Zeitung heraus. Die Bezieher der gedruckten Ausgabe der Süddeutschen Demokratischen Korrespondenz wurden angeregt, zu einem Abonnement der Bayerischen Landespost zu wechseln. Diese sollt die SDK-Artikel enthalten, aber auch als „Familienblatt“ und „Volksblatt“ erweiterte Inhalte einschließlich Unterhaltung bieten. Im Frühjahr 1920 konnte das tägliche Erscheinen jedoch nicht mehr gewährleistet werden. Im Juni 1920 stellte Osterkorn die unwirtschaftliche Zeitung vollständig ein. Der Verlag verlegte den Sitz bald darauf nach München und strich die Bezeichnung Pasing aus der Firma. Als Verlagsanstalt München GmbH bestand Osterkorns Verlag bis zur Auflösung am 2. August 1932.
So konzentrierte sich Osterkorn auf die Süddeutsche Demokratische Korrespondenz, die er ab Mai 1920 als 2- bis 4-seitige Kleinzeitung täglich setzen und drucken ließ, um sie über die ursprüngliche Zielgruppe (Presseredaktionen und Institutionen) einem breiten Leserkreis anbieten zu können. Im Frühjahr wurde Alois Winbauer Osterkorns erster angestellter Chefredakteur, und der Berliner Politikjournalist Richard May wurde fester Korrespondent in der Reichshauptstadt. Die SDK blieb jedoch defizitär. Weder Abonnement- noch Anzeigeneinnahmen entwickelten sich positiv. Während die Anzahl der linksliberalen Zeitungen sank, gelang es der SDK laut des Pressehistorikers Kurt Koszyk nicht, in der politisch anders gefärbten Presse zufrieden stellende Abdruckquoten zu erreichen.
1921 begann Osterkorn darum mit der Umwandlung der halb parteioffiziösen Publikation in eine Korrespondenz, die sich als Pressedienstleister ganz auf die parteipolitisch neutralere Belieferung von Zeitungsredaktionen konzentrieren würde. Der neue Name, der im Winter 1921/22 erstmals verwendet wurde (während die Druckausgabe der SDK noch bis Oktober 1923 erschien), hieß Süddeutscher Zeitungsdienst (Kürzel: SZ). Als politische Mission sollte nur noch der Kampf gegen den Separatismus verbleiben. Die Erfahrung mit dem Bayernbund für Deutschlands Neubau hatte Osterkorn gezeigt, dass dafür bei der Reichsregierung und der Reichszentrale für Heimatdienst Subventionen zu erlangen waren. Um diese zu gewinnen, schaltete Osterkorn vorrangig den Reichsminister Otto Geßler ein. Er beschaffte in den ersten Jahren tatsächlich Fördergelder aus dem Reichshaushalt in unbekannter Höhe, wie erst 1928 öffentlich wurde. Obwohl sich der SZ mit Beziehern in Bayern, Württemberg, Österreich und deutschsprachigen Blättern im nahen Ausland erfolgreich etablierte, schrieb er weiter Verluste. Die Finanzprobleme, die Geßler jahrelang durch persönliche Zuschüsse auffing, führten 1926 zum Zerwürfnis zwischen dem Politiker und Osterkorn.
Mit Geßlers Unterstützung übernahmen die SZ-Redakteure Kurt Sendtner, Eugen Tutter und Curt Meyer im August 1926 die Presseagentur und führten sie als Eigentümer der „Korrespondenzbüro Süddeutscher Zeitungsdienst Sendtner, Tutter und Dr. Meyer OHG“ fort. Die gemeinsame Firma bestand bis Januar 1931. Danach führte Sendtner sie bis 1938 als Alleineigentümer unter dem Namen „Kurt Sendtner, Korrespondenzbüro Süddeutscher Zeitungsdienst“ weiter.
So war Osterkorn auf zwei Verlagsprodukte zurückgeworfen: die literarische Wochenbeilage Das Sonntagsbuch : Deutsche Romanbibliothek (Februar 1924 bis Dezember 1927) und das Zentralarchiv für Politik und Wirtschaft, das im Oktober 1919 erstmals erschien, aber in der Inflationszeit ab 1923 pausierte, bis es 1926 mit Albert Ritter als verantwortlichem Redakteur wiederbelebt wurde. Der Redakteur Walter Gyssling beschrieb das Zentralarchiv als „mit einem Zeitungsausschnittsbüro eng verbundene Archivzeitung zum internen Gebrauch der Redaktionen“.

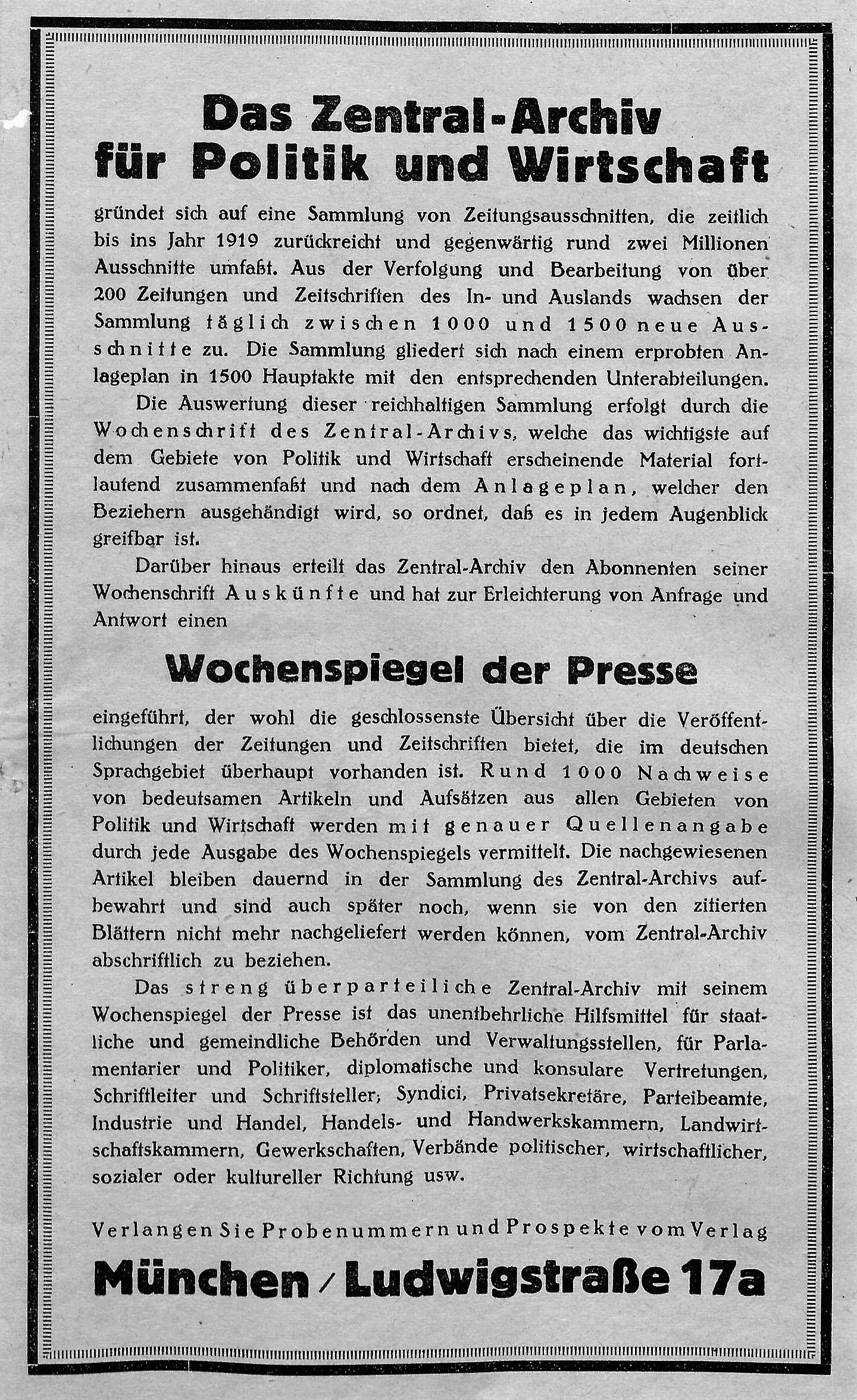
Werbeblatt (1927) für das Zentral-Archiv für Politik und Wirtschaft

Dieser innovative Dienst fand ein freundliches Echo in Fachkreisen und überregionaler Presse. Dahinter stand ein von Osterkorn selbst schon in seiner Parteitätigkeit ab 1906 entwickeltes Sammel- und Verschlagwortungssystem, das er als aktuelles Nachschlagewerk mit einem Auskunftsservice für Abonnenten vermarktete. 
Zeitweise versuchte er es dem Verlagsbereich der staatlichen Reichszentrale für den Heimatdienst anzudienen oder Investoren zu finden, um das Zentralarchiv zu einer eigenständigen Firma zu machen. Unter Vermittlung von Reichsminister Otto Geßler und das DDP-Reichstagsmitglied Conrad Haußmann wandte er sich etwa an den Stuttgarter Unternehmer Rudolf Baron von Simolin.
Nach Osterkorns Angaben wurden bis zur vorübergehenden Einstellung 1923 rund 3900 Abonnenten gewonnen. Nach dem Wiedererscheinen ab Januar 1926 misslang Osterkorn der Aufbau eines wirtschaftlich tragfähigen Kundenkreises. Zwar wurde 1927 offiziell eine Auflage von 6000 Stück angegeben, aber Osterkorn war offenbar noch weit entfernt von 3000 Abonnenten.
Stattdessen bemühte er sich systematisch um öffentliche Mittel, wobei er insbesondere den Münchner Oberbürgermeister Karl Scharnagl (BVP) als Fürsprecher gewann, der ein Münchner Gegenstück zum Hamburgischen Welt-Wirtschafts-Archiv (HWWA) sah. Dank Scharnagl erhielt Osterkorn für den Weiterbetrieb eine Kreditbürgschaft der Stadtsparkasse München. Umfangreiche Akten im Bundesarchiv Koblenz belegen außerdem, dass sich Scharnagl, Ministerpräsident Heinrich Held (BVP) sowie Bayerns Gesandten beim Reich, Konrad Ritter von Praeger, bei der Reichsregierung für Osterkorns Zentralarchiv verwendeten. Reichskanzleichef Hermann Pünder (Zentrum), zu der Osterkorns Verlagsdirektorin Marliese Otto verwandtschaftliche Beziehungen unterhielt, und Reichskanzler Wilhelm Marx (Zentrum) setzten 1927/28 beim widerstrebenden Reichspressechef Walter Zechlin (SPD) umfangreiche Abonnements des Zentralarchiv-Dienstes, Zuschuss- und Darlehenszahlungen aus unterschiedlichen Haushaltstiteln durch – allerdings längst nicht in der gewünschten Höhe. Nur einen Bruchteil des Darlehens zahlte Osterkorn zurück.

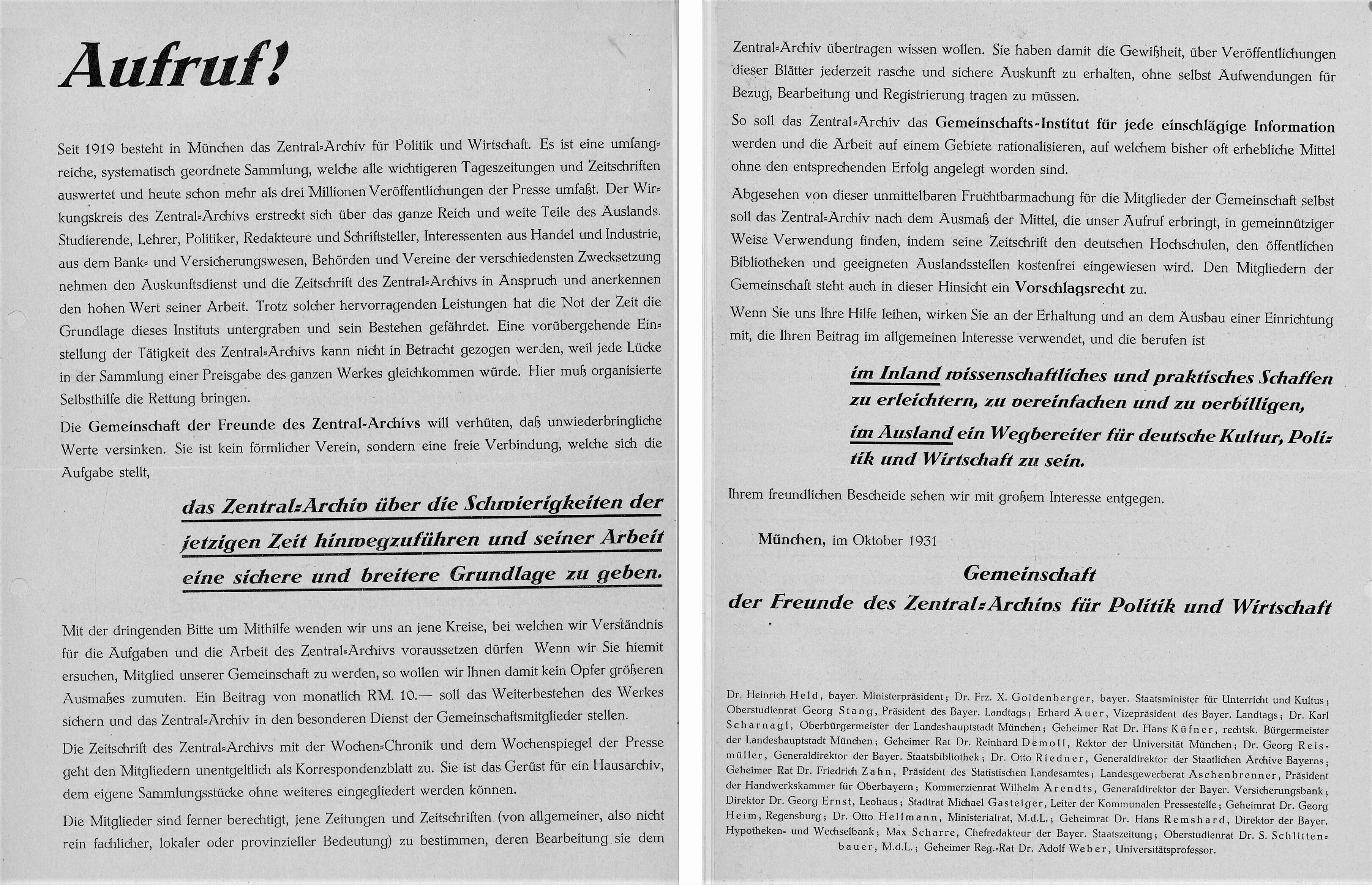
Werbeblatt mit Appell der „Gemeinschaft der Freunde des Zentral-Archivs für Politik und Wirtschaft“ vom Oktober 1931 mit Unterstützerliste, angeführt von Ministerpräsident Heinrich Held (BVP)

Osterkorn versuchte im Herbst 1931, über einen Förderverein „Gemeinschaft der Freunde des Zentralarchivs“ Mitglieder und Spender zu gewinnen. Ein öffentlicher Appell wurde von zahlreichen bayerischen Prominenten wie Ministerpräsident Held und anderen Landes- und Kommunalpolitikern sowie aus dem Bildungswesen und der Wirtschaft unterzeichnet. Die Wirtschaftskrise erschwerte jedoch die Akquise. Fortgesetzte Versuche, eine öffentliche Trägerlösung für das Archiv mit Beteiligung von Stadt, Land und Reich zu finden, scheiterten. Im Dezember 1931 erschien die letzte Ausgabe der Zentralarchiv-Zeitschrift. Im Winter 1931/32 verlor Osterkorn seine Geschäftsräume durch eine Räumungsklage, und seine Ausschnittsammlung wurde verpfändet. Ein Konkursverfahren wurde vom Gericht mangels Masse abgelehnt. Am 2. August 1932 wurde die Auflösung der Verlagsanstalt München GmbH beschlossen. Im Sommer 1932 meldete Osterkorn abermals ein Gewerbe als Zeitschriftenverlag an, stellte diesen jedoch ein Jahr später wieder ein.
Osterkorn führte die Sammlung, die zuletzt seit 1919 rund zwei Millionen Artikel dokumentierte, dennoch persönlich fort und bemühte sich 1932/33, sie institutionell bei Universitäten, Verbänden, Unternehmen oder Parteien (auch die NSDAP) unterzubringen. Er fragte auch bei ausländischen Institutionen an. Eine davon war die sowjetstaatliche Deutsche Schule in Moskau.[1] Diese Kontakte wurden der Politischen Polizei (später Gestapo) in Berlin bekannt. Sie beschlagnahmte Osterkorns gepfändetes Archiv im Juni 1933. Schließlich entschied Rudolf Heß, der „Stellvertreter des Führers“ in der NSDAP-Reichsleitung, dass das Osterkorn-Material dem NSDAP-Hauptarchiv in München zugeführt werden sollte, um die weit kleinere, jüngere parteieigene Presseausschnittsammlung zu ergänzen. Die Partei zahlte 24.000 Reichsmark, „eine unüblich hohe Summe“, urteilt der Wiener Historiker Franz Gangelmayer. Im Krieg wurde dieses Pressearchiv nach Oberbayern ausgelagert, 1945 von US-Truppen beschlagnahmt und ins Berlin Document Center transportiert.
Nach dem Verkauf begann Osterkorn 1933 eine weitere Sammlung nach dem bewährten System. Diese verkaufte er 1942 ans Reichssicherheitshauptamt. Da Osterkorn im engeren Sinn keine Ausschnitte sammelte, sondern Artikel erfasste und indizierte und die ursprünglichen Zeitungen aber als ganze Druckexemplare sammelte, hielt die Behörde die Nutzung für unpraktisch. Darum mussten SS-Häftlinge die Artikel aus den Zeitungen ausschneiden, aufkleben und ordnen. 1942 begann Osterkorn eine neue Sammlung, die er auch im hohen Alter in den Nachkriegsjahren privat fortführte. 1952 zeigte das Presse- und Informationsamt der Bundesregierung in Bonn Interesse an einer Übernahme. Der spätere Präsident des Bundesarchivs, Staatsarchivrat Wolfgang Mommsen, sichtete das Material in Osterkorns Privathaus in Oberaudorf und empfahl den Ankauf für 36.000 DM. Dies scheiterte jedoch ebenso wie Verhandlungen mit der Bibliothek des Bundesverfassungsgerichts in Karlsruhe. Bis zuletzt hortete Osterkorn, der 1958 starb, im bayerischen Oberaudorf auf dem Dachboden 250 eng gebundene Zeitungsstapel und Ordner mit Hunderttausenden akribisch verschlagworteter Artikel – laut Mommsen insgesamt vier Tonnen Papier.

## Mitarbeiter
Zu den Mitarbeitern der Verlagsanstalt München gehörten u. a.
- Hans Freimark (Ko-Geschäftsführer)
- Walter Gyssling (Redakteur)
- Max Heilgemayr (Redakteur)
- Richard May (Redakteur, Korrespondent Berlin)
- Margarete Melzer (Redakteurin)
- Curt Meyer (Redakteur)
- Walther Niczky (Redakteur)
- Marliese Otto (Ko-Geschäftsführerin)
- Albert Ritter (Redakteur)
- Franz Sailer (Redakteur)
- Kurt Sendtner (Redakteur)
- Eugen August Tutter (Redakteur)
- Josef Weil (Redakteur)